# Signalement - en film om Dem og D.K.B.
|  | Denne artikel er oprettet af botten Steenthbot ud fra en ekstern database. Den kan derfor have sproglige fejl eller mangler. Denne skabelon kan fjernes efter kontrol af indholdet. |

Signalement - en film om Dem og D.K.B. er en dansk dokumentarfilm fra 1974 instrueret af Leif Hansgaard og efter manuskript af Leif Hansgaard og Hans Jørgen Vonsild.

## Handling
Ved hjælp af et signalement af den moderne kvinde søger filmen at stimulere tilgangen til det frivillige kvindelige beredskab.